# Демидово (Рыбновский район)
Демидово — деревня в Рыбновском районе Рязанской области. Входит в Чурилковское сельское поселение.

## География
Находится в западной части Рязанской области на расстоянии приблизительно 11 км на север по прямой от железнодорожного вокзала в городе Рыбное.

## История
На карте 1850 года показана как поселение с 14 дворами. В 1859 году здесь (тогда деревня Зарайского уезда Рязанской губернии) было учтено 9 дворов, в 1897 — 22.

## Население
Численность населения: 138 человек (1859 год), 174 (1897), 2 в 2002 году (русские 84 %), 2 в 2010.